# Josep Maria Roma i Roig

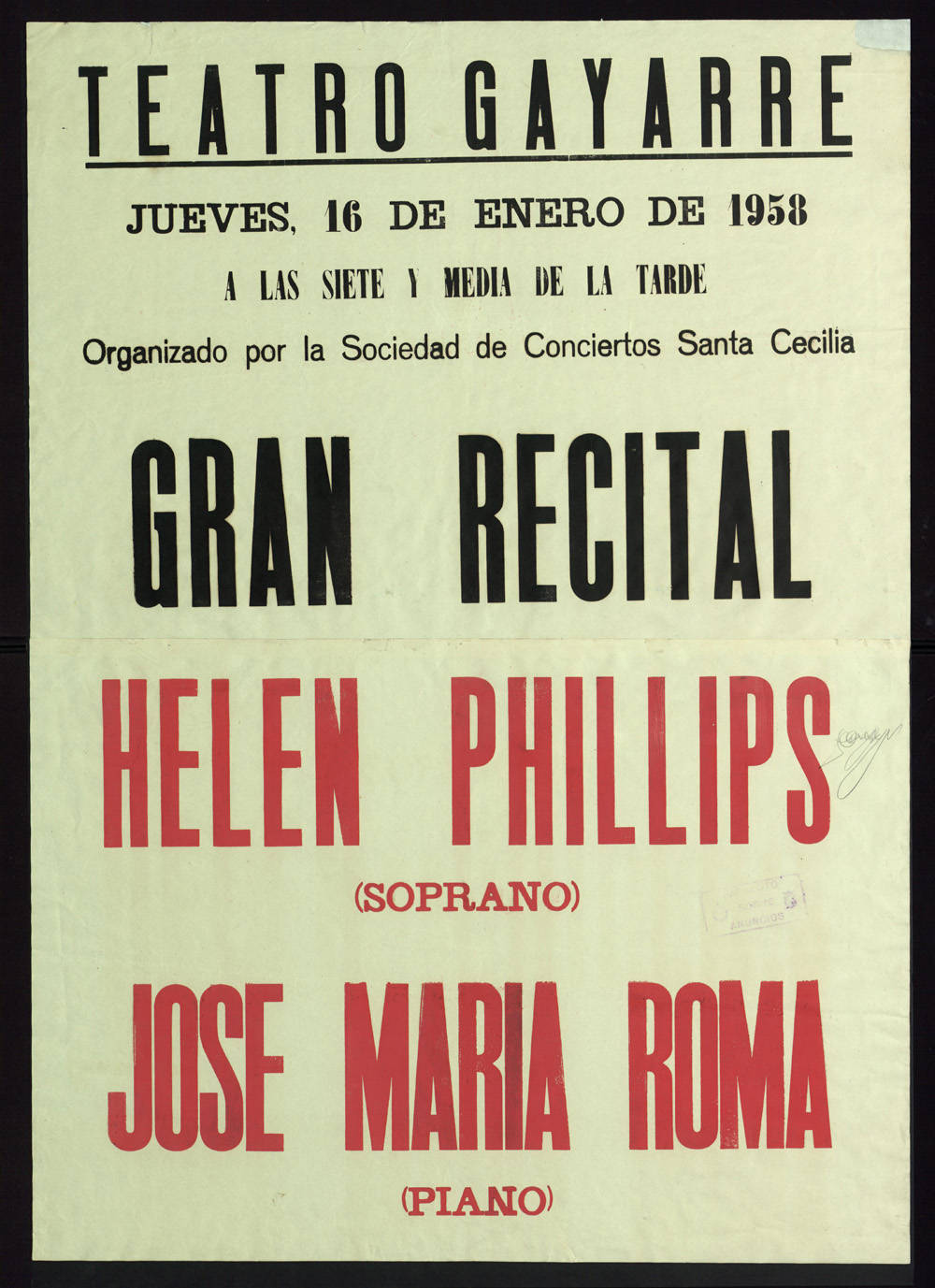
Cartell d'un recital de Josep Maria Roma (1958)

Josep Maria Roma i Roig (Alguaire, 26 de gener del 1902 - La Floresta, 14 de febrer del 1981) fou un pianista, organista, compositor i director d'orquestra català.
El 1910 ingressà a l'Escolania de Montserrat, on estudià piano, violí i composició amb Anselm Ferrer. El 1918 completà els seus estudis musicals amb Domènec Mas i Serracant i Franck Marshall a l'Acadèmia Granados. El 1924 oferí diverses gires com a concertista de piano en nombroses ciutats espanyoles. Juntament amb els pianistes Frederic Longàs i J. Caminal, fundà l'Acadèmia Albéniz. Fou organista titular de la Capella de Sant Jordi de la Generalitat de Catalunya i col·laborà durant més de trenta anys amb l'Orfeó Català en qualitat de pianista i organista acompanyant. Fou catedràtic d'orgue del Conservatori del Liceu i dirigí diverses orquestres.
Compongué l'òpera de cambra Eridon i Amina, estrenada a Barcelona el 1952; realitzà il·lustracions musicals per a la Passió d'Olesa de Montserrat; escriví les obertures per a orquestra Obertura mediterrània, Para una dama i Brises de maduresa; les sardanes Amorosívola, Maria i Nadalenca; i obres de repertori eclesiàstic. També va realitzar una orquestració de l'òpera Celos, aún del aire matan, de Juan Hidalgo, estrenada a Barcelona el 1953.
El fons de partitures de Josep M. Roma es conserva a la Biblioteca de Catalunya.